# Horrorscope (album)
Horrorscope – piąty album studyjny amerykańskiej grupy muzycznej Overkill. Wydawnictwo ukazało się 3 września 1991 roku nakładem wytwórni muzycznej Atlantic Records. Nagrania zostały zarejestrowane pomiędzy marcem a kwietniem 1991 roku w Carriage House Studios w Stamford w stanie Connecticut w USA.

## Lista utworów
Opracowano na podstawie materiału źródłowego.
1. "Coma" – 5:23
2. "Infectious" – 4:04
3. "Blood Money" – 4:08
4. "Thanx for Nothin'" – 4:07
5. "Bare Bones" – 4:53
6. "Horrorscope" –5:49
7. "New Machine" – 5:18
8. "Frankenstein" (muz. Edgar Winter) – 3:29
9. "Live Young, Die Free" – 4:12
10. "Nice Day...for a Funeral" – 6:17
11. "Soulitude" – 5:26

## Twórcy
Opracowano na podstawie materiału źródłowego.
| - Bobby "Blitz" Ellsworth - śpiew - D.D. Verni - gitara basowa - Merritt Gant - gitara - Rob Cannavino - gitara | - Sid Falck - perkusja - Terry Date - produkcja muzyczna, inżynieria dźwięku - Matt Lane - asystent inżyniera dźwięku - Howie Weinberg - mastering |